# Magdalena (Philippines)
Pour les articles homonymes, voir Magdalena.
Magdalena est une localité de la province de Laguna, aux Philippines. En 2015, elle compte 25 266 habitants.